# World Geodetic System

Referenční rámec WGS 84

World Geodetic System 1984 (zkratka WGS84, taktéž známý jako EPSG:4326), česky Světový geodetický systém 1984, je světově uznávaný geodetický standard vydaný ministerstvem obrany USA roku 1984, který definuje souřadnicový systém, referenční elipsoid pro geodézii a navigaci. Odchylky od referenčního elipsoidu pak popisují geoid EGM84. V roce 1996 byl rozšířen o zpřesněnou definici geoidu EGM96. Byl vytvořen na základě měření pozemních stanic družicového polohového systému TRANSIT a nahrazuje dřívější systémy WGS 60, WGS 66 a WGS 72.
Souřadnice WGS84 vycházejí ze souřadnic zeměpisných, polohu tedy určíme pomocí zeměpisné délky, šířky a výšky. Šířka nabývá 0°–90° na sever od rovníku a 0°–90° na jih od rovníku. Délka pak nabývá hodnot 0°–180° na západ od nultého poledníku a 0°–180° na východ od nultého poledníku. Nultým poledníkem ve WGS84 je „IERS Reference Meridian“, ležící 5,31 úhlových vteřin východně od „Greenwich Prime Meridian“. Souřadnicový systém WGS84 je pravotočivá kartézská soustava souřadnic se středem v těžišti Země (včetně moří a atmosféry). Kladná osa x směřuje k průsečíku nultého poledníku a rovníku, kladná osa z k severnímu pólu a kladná osa y je na obě předchozí kolmá ve směru doleva (90° východní délky a 0° šířky), tvoří tak pravotočivou soustavu souřadnic.
Parametry definující referenční elipsoid WGS84 jsou:
- délka hlavní poloosy: a = 6 378 137 m
- převrácená hodnota zploštění (f = 1 − b/a): 1/f = 298,257223563
- úhlová rychlost Země: ω = 7,292 115×10−5 rad/s
- gravitační parametr (neboli součin hmotnosti Země (včetně atmosféry) a gravitační konstanty): GM = (3986004,418 +/− 0,008)×108 m3/s2

Z nich lze spočítat další odvozené parametry:
- délka vedlejší poloosy: b = 6 356 752,3142 m
- první excentricita: e = 8,1819190842622×10−2
- a řadu dalších (viz[2])

Některé parametry geoidu EGM96:
- je tvořen pravidelným rastrem bodů vzdálených 15' (tj. 130 317 sférických expanzí oproti 32 757 expanzím definovaným ve WGS 84)

## Historie
Na území bývalého Československa bylo započato s realizací WGS-84 na základě kampaně VGSN'92. Od 1. ledna 1998 je WGS84 zaveden ve vojenském a civilním letectvu a v AČR je běžně používán v rámci kooperace s armádami NATO a standardizace v geodézii a kartografii.